# Wolfgang Zellner
Wolfgang Zellner (* 1953) ist ein deutscher Soziologe und stellvertretender Leiter des IFSH Hamburg.

## Leben
Zellner studierte Soziologie in Regensburg und promovierte an der FU Berlin zum Thema Die Verhandlungen über Konventionelle Streitkräfte in Europa unter besonderer Berücksichtigung der neuen politischen Lage in Europa und der Rolle der Bundesrepublik Deutschland. Er war wissenschaftlicher Mitarbeiter der Bundestagsabgeordneten Katrin Fuchs. Ab 1994 war er Projektmitarbeiter, wissenschaftlicher Mitarbeiter und stellvertretender wissenschaftlicher Direktor des IFSH und amtierender Leiter des CORE-Projekts.

## Publikationen
- Corinna Hauswedell, Anna Kreikemeyer und Wolfgang Zellner, Hrsg. 2009. Co-operation with Central Asia. The Potential of EU’s Central Asian Strategy – Kooperation mit Zentralasien. Was will und kann die EU leisten. Loccumer Protokolle 55/08. Rehburg-Loccum: Evangelische Akademie. BO-00744-2009
- Götz Neuneck, Hans-Joachim Schmidt und Wolfgang Zellner, Hrsg. 2009. Die Zukunft der Konventionellen Rüstungskontrolle in Europa/The Future of Conventional Arms Control in Europe. Baden-Baden.